# 프라우케 페트리

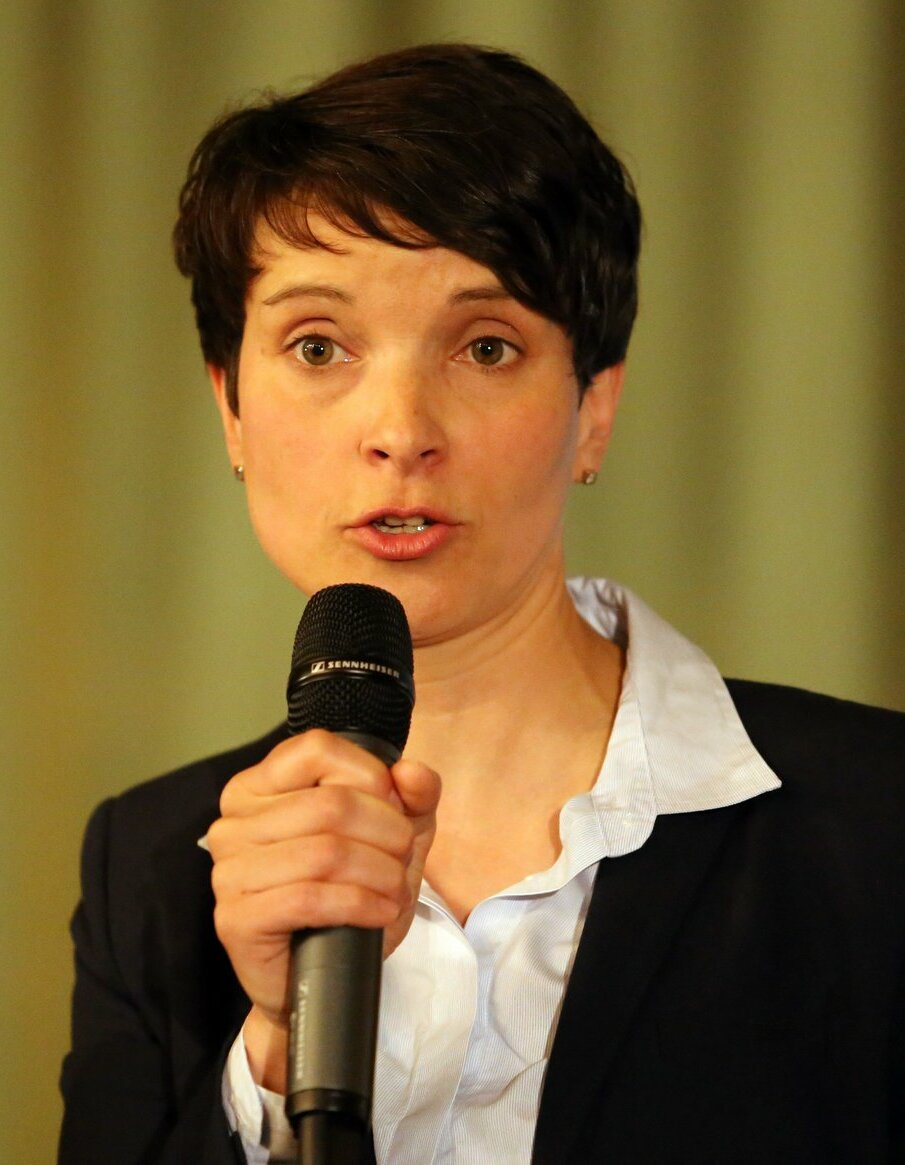
프라우케 페트리 (2016년)

프라우케 페트리(독일어: Frauke Petry, 1975년 6월 1일 ~ )는 독일 정치인으로 독일을 위한 대안당과 파란당의 대표를 역임했었다. 그녀는 화학자로 활동하다가 기업을 경영하기도 했다. 2003년 독일대안의 공동대표와 독일대안 작센주 당 대표로 선출되었다. 2014년부터 작센주 주의회 의원을 역임하고 있다. 공동대표였던 베른트 룩케와의 한달여에 걸친 당내 권력투쟁을 이겨내고 2015년 7월 외르크 모이텐(Jörg Meuthen)과 함께 당대표로 재선출되었다. 2017년 대안당을 탈당하고 청색당을 창당했다가 2019년 당을 해산하여 현재는 무소속이다. 그녀는 정치적으로 민족보수주의 파벌로 분류된다.

## 성장 및 가족
페트리는 드레스덴에서 엔지니어와 화학자 부부 사이에서 태어나, 1989년까지 구 동독 브란덴부르크주 남부의 슈바르츠하이데(Schwarzheide)에서 성장했다. 그녀의 아버지는 1989년 서독 방문중 동독으로 귀환하지 않고 서독에 정착한다. 아버리를 따라 어머니와 페트리도 1989년 베를린 장벽이 붕괴되기 전에 도르트문트 근처 베르크카멘으로 이주한다.
페트리는 루터파 개신교 세례를 받았다. 개신교 목사인 스벤 페트리와 결혼해 4명의 자녀를 두었으며, 2015년 중반까지 결혼생활을 유지한다. 2015년 10월 초 남편인 페트리 목사와의 이혼 사실과 독일대안 노르트라인베스트팔렌 주당 대표인 마르쿠스 프레첼과의 관계를 공개했다.

## 교육 및 학술활동
페트리는 1995년 베르크카멘의 시립 김나지움을 졸업하였다. 그후 1995년에서 1998년까지 영국 리딩대학에서 화학을 전공했고, 1998년에서 2000년까지 독일 괴팅엔 대학에 석사과정을 마쳤다. 석사과정 재학 중 세어링과 바이엘에서 아르바이트를 했다.
2004년 게오르그-프리드리히 칼과 카렌 히르쉬-에른스트의 지도하에 괴팅엔의 약학 및 독물학 연구소에서 박사학위를 취득했다. 그후 약학 및 독물학 연구소 연구원과 인간유전자 연구소 박사후과정 연구원으로 일했다. 이 시기에 여러편의 학술논문을 발표했다.
페트리는 1998년에서 2001년까지 독일 화학자 협회의 청년화학자포럽의 대표단을 지냈고, 1998년에서 1999년까지는 해당포럼의 연방대표를 지냈다. 부업으로 오르간연주자와 합창단지휘자 교육과정을 이수했으며, 2008년에서 2014년까지 라이프치히 성악앙상블 단원으로 활동했다.

## 기업가
페트리는 2007년 3월 라이프치히에서 새로운 형태의 폴리우레탄 소재의 타이어 충전제를 생산하는 PURinvent를 창립한다. 이 회사의 현재 직원수는 10명 정도다. 사업 아이템에 대한 아이디어는 함께 제품에 대한 특허를 출원한 그녀의 어머니로부터 시작되었다. 제품은 "고수분 함유 신종 폴리우레탄, 그 생산과 사용"이라는 이름으로 유럽 특허(유럽특허 번호 057 233))로 등록되어 있다. 페트리의 신기술을 이용한 창업은 2009년 Darboven IDEE-Förderpreis (상금 7만 5천유로)와 독일연방공화국 공로장 (2012년)을 비롯해 많은 상을 수상했다. 페트리는 상금과 자기 자본, 대출을 통해 이 회사에 1백만 유로를 투자했다.
페트리는 2013년 말 회사의 파산신청을 했으며, 개인적으로 회사에 보증을 서고 있었기 때문에 , 개인파산 신청도 함께했다. 2014년에 회사는 남부독일 지역의 투자사가 인수해, 사명을 PURinvent System으로 변경했다. 페트리는 2016년 초까지 새 회사의 경영인으로 남아 있었으나, 정치활동과 가족생활, 회사경영의 병행은 부담이 너무 많다는 이유로 사직했다. Purinvent의 홈페이지에서 회사는 이미 2016년 초에 페트리와 갈라섰으며, 독일대안과 어떤 관계도 없고, 그 정당의 정치적 입장에 대해서도 동의하지 않는다고 밝히고 있다.
2014년 작센주 주의회 선거가 있기 3일전 라이프치히 검찰이 페트리의 파산신청지연 협의로 입건한 사실이 공개되었다. 페트리는 주의회 선거 직전에 고발과 입건이 알려진 것의 배후에 정치적 동기가 있다고 여긴다. 그녀는 파산관리관이 파산신청 지연을 확인할 수 없었다고 했다고 전했다. 검찰도 파산신청지연 협의가 없음을 확인하고, 곧 이를 보도자료를 통해 밝혔다.

## 정치 경력

### 당직

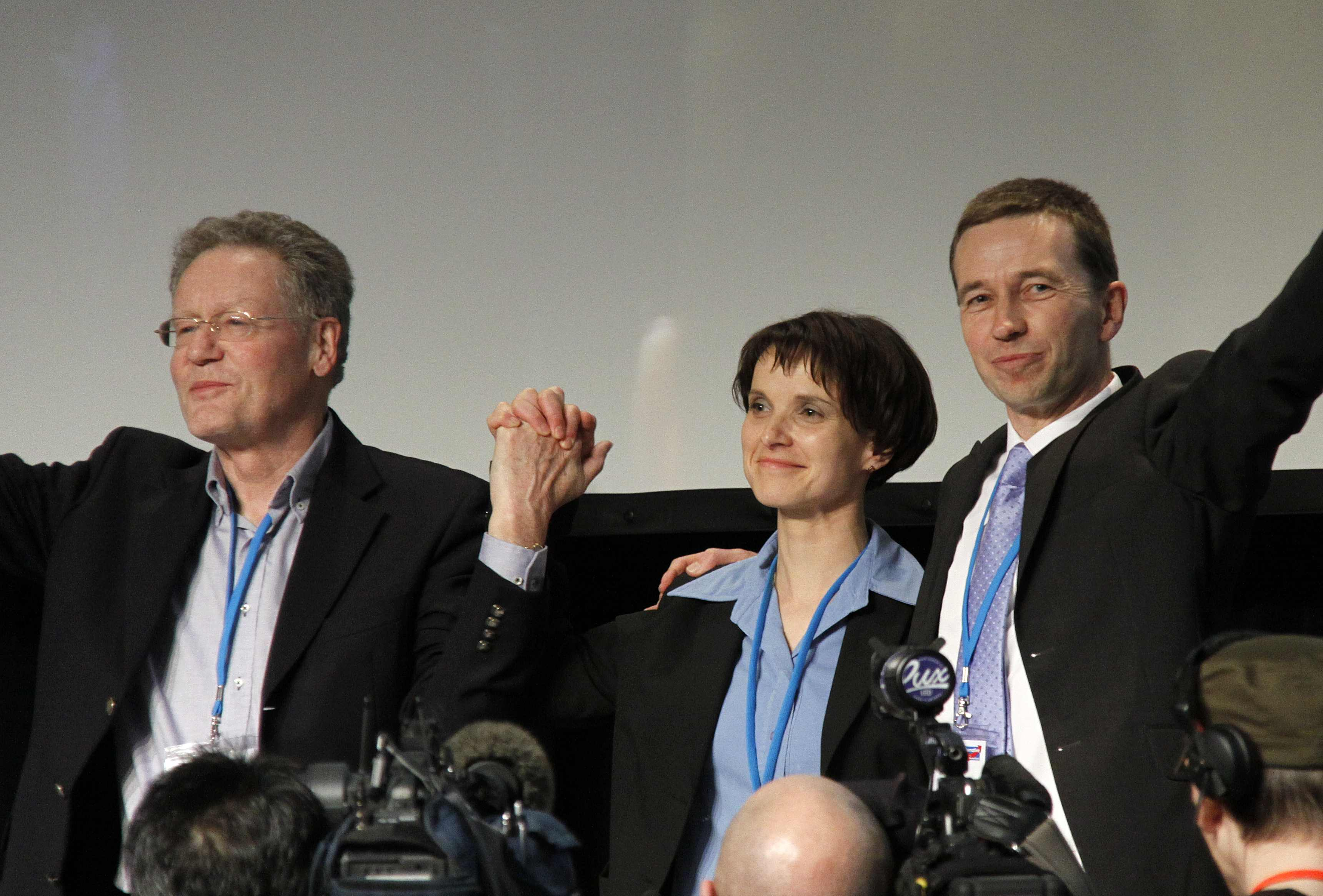
2013년 창당대회의 공동대표단 (Konrad Adam, 페트리,Bernd Lucke,좌에서우로)

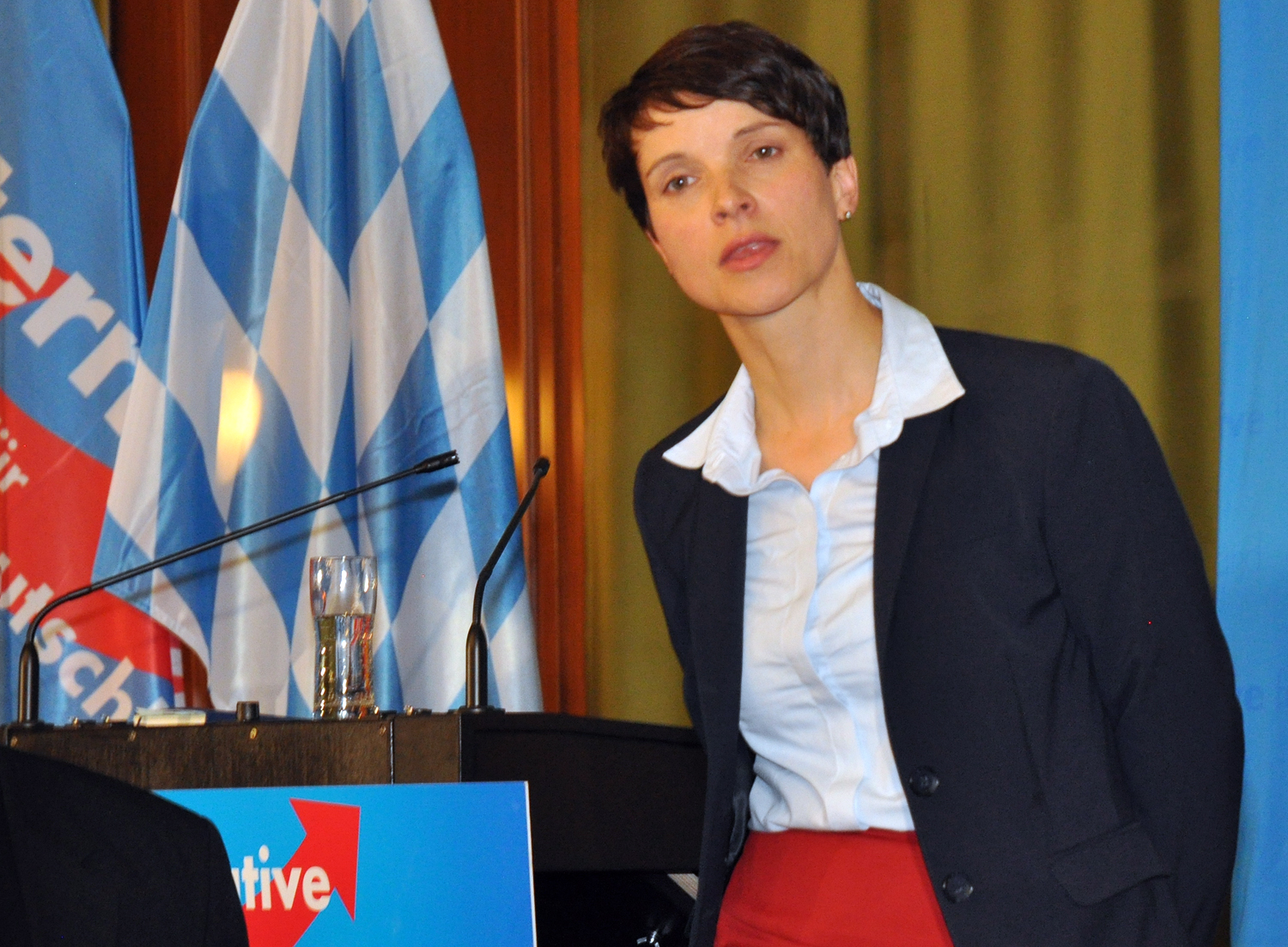
독일대안의 뮌헨 호프브로이캘러 집회에 참석한 페드리(2016)

페트리는 독일대안의 선행조직의 하나로 탈당한 기민련 당원들이 조직한 '선거대안 2013 (Wahlalternative 2013) 지지자 협회'의 작센주 대리인으로 시작해, 2013년 2월 오버우어젤에서 독일대안이 창립된 후 부대표로 선출되었다.
2013년 4월 14일 베를린에서 개최된 창당대회에서 베른트 룩케, 콘라드 아담과 함께 당 집행위원회 공동대표로 선출된다.
민족보수주의와 시장자유주의 세력간의 지난한 당내 권력투쟁을 거친후, 2015년 7월 4일 에센에서 개최된 독일대안 임시 전당대회에서 뫼텐과 함께 당대표로 다시 선출된다. 정치학계에서는 룩케의 퇴진과 연방 집행위원회의 재구성을 독일대안의 극우화 및 당극우의 "진군"으로 평가하고 있다.
정치학자 라스 가이게스와 스티네 마르그, 프란츠 발터나, 구드룬 헨트게스, 위르겐 팔터 프랑크 덱커 등은 늦게 잡아도 2015년부터는 독일대안의 국가주의적 보수주의자 그룹의 지도적 인물이라고 평가하고 있다.
그러나 독일대안이 다시 극우화되면서 그녀는 반발하였고, 결국 대표직을 사퇴하고 탈당하였다. 이후 무소속으로 활동하다가 9월 17일에 창당한 파란당에 입당하였다.

### 의원
페트리는 독일대안 작센주당 대표이다. 2013년 연방의회 선거가 준비과정에 89.1 %의 득표로 작센주 정당명부 1번 후보로 선출되었다. 독일대안은 연방의회 선거 정당투표에서 작센지역내에서 6.8 % 득표를 기록했지만, 연방전체에서 5 % 이상 득표에 실패하면서 연방의원을 배출하지는 못했다.
2014년에는 작센주 주의회 선거에서 대표후보로 출마했다. 라이프찌히 1 선거구의 지역구 선거에서는 기민련, 좌파당, 사민당 후보에 이어 10.8 % 득표에 그쳤으나, 정당명부를 통해 주의회 진출에 성공한다. 원구성 후 만장일치의 지지로 독일대안 교섭단체의 대표가 된다.
주의회내의 예산 및 재정 상임위원회의 위원을 맡고 있다.

### 기타
페트리는 남아프리카의 교사들을 지원하는 창의학교센터의 자원봉사자로 참여했다. 또 그녀는 '남성 지배적 분야에서 성공적으로 창업해' 2011년 작센주 창업인상을 수상한 바 있으며, 2012년까지 해당 상의 심사위원을 역임했다.

## 정치적 입장

### 이민정책, 난민, 범죄대책 및 유럽연합
패트리는 2014년 튀링어 란데스짜이퉁과의 인터뷰에서 유럽연합의 권한 축소를 요구하는 한편, 유럽의 민주주의 축소에 대해 문제 제기를 한 바 있다. "진짜 정치적으로 탄압받는 사람들"에게는 망명권은 물론 일할 권리도 보장되어야 하지만, "다수"인 "경제적 난민"에게는 "확실히 법규"가 적용되어야 하며, 이민을 받아들이는 것은 "우리의 필요"에 따라 결정해야 한다고 했다. 그리고 독일 노동자를 우대하여야 한다는 주장도 했다.
2016년 1월 말 만하이머 모르겐과의 인터뷰에서는 국경경비대는 불법적인 월경을 막아야 하며, 위급한 상황("Ultima Ratio")에는 총기사용을 해야한다고 주장했다. 연방공무원의 공권력 사용시 직접적 진압에 관한 법률에 그렇게 규정하고 있다고 했다. 패트리식의 법률해석에 대해서는 경찰노조를 비롯한 여러 곳에서 반박하고 있다. 국가법 전공 학자 크리스토프 쇤베르거는 국경에서 경찰의 총기사용은 "어떤 경우에도 이론상으로만" 가능하다고 했다. 비무장이고 공격적이지 않은 사람이 국경을 넘어 독일로 들어오려고 하는데 총기를 사용한다는 것은 비례의 원칙에 맞지 않다는 것이다. 그리고 해당 법률조항은 특정인이 체계적으로 통제에서 벗어나려하는 상황을 염두에 둔 것이라고 말했다. 또 언론인 야콥 아우그슈타인은 국경에서 무기의 사용은 "특별히 위험한 범인"에 사용해야 합법이라는 판결한 1988년 연방법원의 판례를 들어 이를 비판하기도 했다.

### 인구정책 및 낙태
노이 오스나브뤼커 짜이퉁(Neue Osnabrücker Zeitung)과 노이 베스팔리쉐(Neue Westfälische)지의 보도에 따르면 2014년 페트리는 형법 제218조 "낙태"조항에 대해 국민투표를 통해 개정하는 것을 생각해볼 수 있다고 말한 바 있다. 그녀는 또한 낙태조항 개정이 독일의 출산율 저하에 따른 인구변동 문제를 해결할 수 있는 수단 중의 하나가 될 수 있다고 봤다. 또 (태아도 국민이며) 국민의 생존을 보장하는 것은 정치의 고유한 책임이라는 생각을 가지고 있다. 그리고 독일 가족이 세 자녀를 가지는 것은 바람직한 일이라고 봤다. 당의 대표단중에 1인이 확인해준 바에 의하면, 페트리가 이민과 통화 및 유럽연합의 개혁에 관한 주요 의제에 대한 국민투표 실시를 당이 찬성한다고 설명했으며, 페트리 개인적으로 낙태법의 개정에 대해 국민투표를 실시를 생각해볼 수 있다고 발언했으나, 당의 공식적 결정은 없었다한다. 하지만 페트리는 한델스블라트(Handelsblatt)지와 인터뷰에서는 그녀가 개인적으로 낙태문제에 대해 국민투표를 요구했다는 보도에 대해 부인했으며, 오보라고 주장했다. 낙태문제는 단지 국민투표가 가능한 사례를 드는 과정에 배경설명을 하면서 언급한 것이라고 밝혔다.

## 수사(레토릭)
사회과학자 알렉산더 호이슬러는 패트리가 때때로 "극우적 단어"를 사용한다고 지적했다. 극우 그룹 내에서 반대세력을 비판하는데 사용하는 안티판텐(Antifanten)이라 용어를 맞불집회 참가자들을 지칭하는 데 사용한 것이 대표적이다. 또 그녀는 나치주의의 중심 개념인 "völkisch(민족적인)"를 중립적 것으로 이해하고 있지만, 정치학자들은 이에 대해 많은 비판을 하고 있다.

## 논문 및 저서
- Paultheo von Zezschwitz, Frauke Petry, Armin de Meijere: A One-Pot Sequence of Stille and Heck Couplings: Synthesis of Various 1,3,5-Hexatrienes and Their Subsequent 6π-Electrocyclizations. In: Chemistry – A European Journal, 2001, Vol. 7, Nr. 18, S. 4035–4046, doi:10.1002/1521-3765(20010917)7:18<4035::AID-CHEM4035>3.0.CO;2-P, PMID 11596946.
- Frauke Petry, André Kotthaus, Karen I. Hirsch-Ernst: Cloning of human and rat ABCA5/Abca5 and detection of a human splice variant. In: Biochemical and Biophysical Research Communications, 2003, Vol. 300, Nr. 2, S. 343–350. doi:10.1016/s0006-291x(02)02827-9
- Frauke Petry, Vera Ritz, Cornelia Meineke, Peter Middel, Thomas Kietzmann, Christoph Schmitz-Salue, Karen I. Hirsch-Ernst: Subcellular localization of rat Abca5, a rat ATP-binding-cassette transporter expressed in Leydig cells, and characterization of its splice variant apparently encoding a half-transporter. In: Biochemical Journal, 2006 Vol. 393, Nr. 1, S. 79–87. doi:10.1042/BJ20050808
- Ines Ecke, Frauke Petry, Albert Rosenberger, Svantje Tauber, Sven Mönkemeyer, Ina Hess, Christian Dullin, Sarah Kimmina, Judith Pirngruber, Steven A. Johnsen, Anja Uhmann, Frauke Nitzki, Leszek Wojnowski, Walter Schulz-Schaeffer, Olaf Witt et al.: Antitumor effects of a combined 5-aza-2'deoxycytidine and valproic acid treatment on rhabdomyosarcoma and medulloblastoma in Ptch mutant mice. In: Cancer Research, 2009, Vol. 69, Nr. 3, S. 887–895, doi:10.1158/0008-5472.CAN-08-0946, PMID 19155313.

## 참고 자료
- 홈페이지
- Frauke Petry 작센주 의회 의원정보
- Frauke Petry 저작물 - 의학 데이터베이스 PubMed
- Frauke Petry - ResearchGate